# José Maria de Albuquerque Pimentel de Vasconcelos e Soveral
José Maria de Albuquerque (Figueiró da Granja, 7 de março de 1793 – Fornos de Algodres, 14 de novembro de 1849) foi um militar e nobre português, veterano das campanhas da Guerra Peninsular e da Guerra Civil Portuguesa, combatendo pelo lado liberal. Foi pelos seus feitos, depois da Batalha da Asseiceira agraciado com a Ordem da Torre e Espada.
José Maria de Albuquerque nasceu a 7 de março de 1793, na aldeia de Figueiró da Granja, na província da Beira Alta.Filho de José Bernardo de Albuquerque Pimentel e Vasconcelos Soveral e de sua mulher Maria Antónia Pinto Boto de Sá Machado, ingressou para o exército em Junho de 1808, aquando as Invasões Francesas. Depois de promovido a Alferes a 1810, participou no exército de Wellington e foi gravemente ferido na batalha de Salamanca. Em 1820, é promovido a capitão e torna-se um dos apoiantes dos liberais. É tornado Fidalgo da Casa Real, por alvará de 7 de Janeiro de 1826. Com o aumento de tensões no País entre liberais e absolutistas, é exilado em 1828 para a Ilha Terceira.
Em junho de 1832, participa no Desembarque do Mindelo, e a 29 de setembro de 1832 é ferido nas linhas de defesa do Porto, já como Major.
Fez parte, também da Batalha da Asseiceira, e com seus feitos, é agraciado por D. Pedro com a Ordem da Torre e Espada.
Em Julho de 1834 é promovido a tenente-coronel e a 1837 é promovido a Coronel. Já no fim da sua vida, em 1842, é lhe outorgado o título de Barão de Fornos de Algodres e comanda o Regimento de Infantaria N.º6. 
Falece a 14 de dezembro de 1849. 
1. 1 2 3 4 5 6 7 8 9  Chagas, Manuel Pinheiro (1879). Diccionario popular: historico, geographico, mythologico, biographico, artistico, bibliographico e litterario. [S.l.]: Lallemant Frères, typ.